# Peter Jackson's King Kong: The Official Game of the Movie
Peter Jackson's King Kong: The Official Game of the Movie é um jogo eletrónico baseado na terceira versão do clássico filme King Kong (2005) dirigida por Peter Jackson. É um jogo de Tiro em primeira pessoa, tendo fases em terceira pessoa. Foi lançado em 2005 nas seguintes plataformas: PC, PlayStation 2, PlayStation Portable, Xbox, Xbox 360, Nintendo GameCube e Nintendo DS.

## Sistema de jogo
O jogo é dividido em estágios (chamados de fases) que reproduzem os eventos da já conhecida história do King Kong. O objetivo do jogador é chegar ao final de cada uma dessas fases, seguindo a trama do filme até o fim do jogo. Todas elas (com exceção das duas últimas, que se passam na Nova York dos anos de 1930) se passam na Ilha da Caveira, ondecriaturas primitivas (como dinossauros e insetos gigantes) ainda existem.
O jogador, na maioria das fases, fica na pele de Jack (no cinema interpretado por Adrien Brody). Com Jack, o jogo funciona sempre visto em primeira pessoa. O jogador possui três formas de atacar os inimigos: com socos, quando não possuir nada para usar(pouquíssimo eficaz, tendo muito mais a função de afastar temporariamente o inimigo, afim de conseguir uma fuga) ; com objetos, que podem ser ossos (flamejantes ou não) ou lanças (flamejantes ou não); com armas de fogo, sendo que só disponíveis a pistola,A Espingarda a sub metralhadora e o rifle. Os objetos podem ser pegos no chão: os ossos, uma vez achada uma ossada, são infinitos e as lanças são 
encontradas geralmente em grupos de 3 ou 5 e são finitas, por serem mais fortes e eficazes do que os ossos. As armas de fogo são encontradas em caixasde madeira, presas a paraquedas. Basta atingi-las (o que pode ser feito com soco ou com objetos) para, quando caírem, o jogador ter a possibilidade de pegá-las. Como são todas iguais, não é possível determinar o tipo de arma que possuem, mas cada caixa só carrega apenas uma. O jogador só pode carregar uma arma de fogo por vez, tendo que abandonar a arma antiga sempre que optar por uma nova. É possível pegar novamente a arma antiga enquanto ainda estiver na mesma fase, então caberá ao jogador ter estratégia para ter sempre munição. 
Nas outras fases, o jogador assume o controle de King Kong. Nesta parte do jogo, tudo muda e o sistema de Tiro em primeira pessoa é esquecido, passando a ser um jogo em terceira pessoa. Em combate, Kong pode pegar partes removíveis (como troncos) e atirar contra os inimigos. Possui diversos ataques: investida, esquiva, batida no chão, pegar o próprio inimigo (incluindo abrir sua boca até quebrá-la e dar o golpe final, que é pegar o inimigo quando já estiver bem danificado e matá-lo) e o chamado Fury Mode (Kong bate no próprio peito e fica mais forte por um certo tempo). Quando o assunto é movimentação, Kong pode: subir em algumas partes do cenário, usar troncos como alavancas de impulso, subir em colunas para determinar a direção do pulo e retirar objetos grandes do caminho para passagem. 
Kong faz isso sempre protegendo Ann (no filme interpretada por Naomi Watts, colocando-a e tirando-a de suas costas, para protegê-la.

## Final alternativo
É possível desbloquear também um final alternativo. Por ser um jogo muito cativante, o jogador termina o jogo com um gostinho de quero mais e, de certa forma, até com certa frustração. Qualquer um que se proponha a jogar um jogo do King Kong já deve estar preparado para lidar com a morte do Gorila ao fim do jogo. Este é o fim da clássica história de um dos filme de monstros mais conhecidos do mundo. O final do jogo, normal, é como o que qualquer um poderia esperar: a morte de kong. Entretanto, depois de avançar de nível, caso você jogue novamente as fases, aparece uma soma de pontos. Se somar determinada quantidade de pontos, você desbloqueia a possibilidade de jogar um fim alternativo da última fase, onde há a possibilidade de salvar Kong e devolvê-lo para a Ilha da Caveira. 

## Recepção
Para PC e a maioria das versões para consoles, em geral, o game recebeu críticas muito positivas. Dentre as versão para console, concluíram que a versão GameCube foi o melhor. No entanto, a de Nintendo DS e PSP foram duramente criticadas por causa de erros e falhas e nível de design pobre . A versão DS foi listado na lista de 'Flat-Out Worst Game' da GameSpot.